# Ameba (ネットサービス)
Ameba（アメーバ）は、株式会社サイバーエージェントが運営するネットサービスのブランド名である。
「人と情報をつなぎ、暮らしと心を豊かにする」ことを目的としている。

## 概要
サイバーエージェントは2004年にアメーバブログをスタートし、その後も各種ネットサービスを数々送り出してきた。アメーバピグをはじめとするサービスの多様化に伴い、アメーバブログはブログサービスに留まらないポータルサイトへと成長していった。
さらにその後のスマートフォンの普及に伴い、サービスをスマートフォン向きのものへシフトしていくにあたり、これらのサービスを包括したプラットフォームとして「Ameba」ブランドを位置づけた。
2012年6月にはソーシャルゲームAPIをオープン化し、一部のアカウントでもAmebaにログインできるようにした。さらに同年11月にはスマートフォン向けサービスを「Amebaスマホ」として打ち出し、約30億円の広告費を投じて大々的に宣伝を行った。特にテレビCMは2012年11月だけでも在京局で延べ982本オンエアされ、商品別オンエア数で月間1位であった。
2018年9月15日にサービス開始から14年を迎え、会員数6200万人突破、Amebaブログの累計記事投稿数は24億件超となったことを発表した。
翌2019年3月には、Adobe Flashのサポート終了に伴い、PC版アメーバピグを同年12月2日をもってサービス終了すると発表。アメーバブログと両輪となって「Ameba」を支えてきた人気サービスが終止符を打つことになった。
2024年9月15日にサービス開始から20年を迎えることを記念し、同年には「Ameba20周年記念サイト」が開設され、「つくる、つむぐ、つづく、Ameba LIFE」の記念スローガンを掲げ、9月15日までのカウントダウンを行った。

## 主なサービス
アメーバブログ
ブログサービス。Amebaの出発点でもありメインサービスでもある。
アメーバニュース
「居酒屋談義のネタ」を提供することを目的としたニュースサイト。ブログ発の話題や噂話、ゴシップを中心に様々なニュースが提供されていて、ニュースにコメントしたり本文を引用してブログ記事を書いたりすることができる。
ガールフレンド（仮）
Ameba内で提供される美少女ゲーム。

## 終了したサービス

### アメーバピグ関連
アメーバピグ
アバターを作成してチャットやゲームでの交流を提供するサービス。2019年12月2日に終了。またアメーバピグ内には以下のゲームもあったが、同日に終了した。
ピグライフ
アメーバピグで庭を作るゲーム。2019年12月2日に終了。
ピグブレイブ
アメーバピグで仲間と冒険を楽しむゲーム。2019年12月2日に終了。
ピグカフェ
アメーバピグでカフェを作るゲーム。2019年12月2日に終了。
ピグワールド
アメーバピグで街を作るゲーム。2019年12月2日に終了。
ピグアイランド
アメーバピグで島を作るゲーム。2019年12月2日に終了。
アメーバピコ (AmebaPico)
サイバーエージェントが運営していた英語圏向けのウェブ版アメーバピグ。2012年12月17日をもってにサービス終了。

### アメーバブログ関連
Amebaなう
Twitterに近いGUIを持つマイクロブログサービス。アメーバブログ内のコンテンツとして展開していた。140文字以内の文字を投稿でき、絵文字や画像の投稿も可能である。他のユーザーを「フォロー」する機能もあり、著名人のアカウントを集約した「芸能人なう」も閲覧することができる。2012年5月よりスマートフォン向けアプリ「なう速アプリ」を提供開始。
モバイル版は2009年12月8日に、PC版は2009年12月10日にサービスを開始し、2017年11月6日にサービスを終了した。
このサービスはTwitterに類似していることから「模倣である」との批判もあったが、当時の社長は「なう」を「Twitterとは逆に芸能人から中心に広げていく」サービスであるとする見解を示し、模倣説を否定した。
Amebaグルっぽ
アメーバブログ内で、ユーザーが自由にサークル「グルっぽ」を作成できるサービス。mixiの「コミュニティ」機能に相当する。
趣味などのテーマを決めて電子掲示板で会話できる。mixiの「コミュニティ」と同様に、管理人が参加希望者の受け入れを決められるため、問題を解かせてその結果により希望者の参加を認める「入試」機能があった。誰でも参加できる公開グルっぽもあった。
ペタ
Ameba IDを持つユーザーが、他者のアメーバブログに足跡をつけられる機能。mixiの「足あと」機能とは異なり自動的に付くわけではなく、読者が「ペタ」ボタンをクリックすることで付けられる。
「ペタ」がほしい管理人は「ペタしてね」というメッセージを表示することができ、足跡機能を好むユーザーと好まないユーザーの棲み分けが図られていた。交流のきっかけや友人同士の既読スタンプとして機能する一方で、宣伝目的で無差別に「ペタ」を付けるユーザーもいたことから評価が分かれ、廃止された。

### 動画関連
AmebaVision
動画共有サービス。
AmebaStudio（アメーバスタジオ）→アメスタ
「Ameba」の有名人・芸能人ブロガーが出演するインターネット番組のライブ動画配信サービス。
2007年2月、原宿にインターネット公開スタジオとして開設。2010年3月31日に運営終了。2011年7月に新たに生まれ変わってからは、無料で配信する公開放送と、放送中に出演者とコメント等で相互コミュニケーションが可能な人数限定配信（有料）のプレミアム放送の2種類を配信。
2015年7月16日に「AmebaStudio」のリニューアル版として、芸能人がスマートフォンで撮影・配信する動画を無料でリアルタイム視聴できるスマートフォン向けアプリ「アメスタ」を提供開始。2016年8月15日をもって提供終了。
AMESTAGE（アメステージ）
2016年7月13日に「アメスタ」のリニューアル版として視聴者参加型ライブ配信サービス「AMESTAGE」を提供開始。2017年7月31日をもって提供終了。

### モバイルゲーム
ブーシュカ
携帯サイト「Amebaモバイル」のみのサービスで、携帯サイト内でバーチャルペット「ブーシュカ」を育てるモバイルゲーム。2009年9月13日サービス開始、2022年7月21日サービス終了。

### その他
リクエスチョン
2008年4月17日から開始された、仮想通貨「アメゴールド」を使って様々な相談が行える機能。主に自分の知識を教える場所で「Yahoo!知恵袋」とは趣向が逆である。2009年8月4日をもって携帯電話からの利用を停止し、同年10月1日をもってパソコンからの利用も停止した。
クイジー
正確には関連会社のサムザップが提供していたサービスだが、アメーバIDでの利用が可能だったためここに含める。
携帯電話の「Amebaモバイル」で提供されていた対戦型クイズゲーム。2009年9月に提供を開始したが、2010年7月14日にサービスを終了した。なおmixi・モバゲーでも同様のゲームが提供されていたが、その2つも2010年7月末で終了。
アメばた会議
雑談、議論ができる。カテゴリとしてニュース速報、芸能ブログ、ペタ友募集、ママブロ、10代専用、何でも実況、リレー小説、大喜利、ネガティ部、ヒマ人集合、恋愛、アメブロQ&A、雑談、悩み、徹底対論、ガールズトークがある。
絵文字が使用できたり（携帯でも可能）、画像や動画が貼れたり（PCのみ）するため掲示板として高機能である。
管理面では「削除に1票」機能など利用者に任せているところがある。そのため利用規約に反するようなスレッドの乱立時や不具合発生時の対応が遅れる場合がある。荒らし行為も問題になっていた。現在でもアメーバピグのモバイル版のみに存在する掲示板で同様の問題が発生している。
掲示板というものの携帯でも使いやすく、PCから投稿した後に画面を戻す必要がないためチャット形式で楽しめるため、なりきりチャット(通称：なりチャ)などが特に盛り上がっている。
荒らし行為・スパム投稿の横行に加え、前述の「グルっぽ」と機能面で重複することなどから、2010年8月9日をもってサービス提供を終了した。運営側からは「グルっぽ」への移行を薦めるアナウンスがなされた。
すき☆こえ
声優の音声コンテンツをカスタマイズしてオリジナル着信ボイスを作成できるサービス。2012年2月29日にサービス終了。
Amebreak
2007年より運営を開始したヒップホップに関する情報サイト。2020年9月に株式会社AbemaTVの運営する「ABEMA HIPHOP TIMES」に統合する形でサービス終了。

## CM
各サービスのCMについては、それぞれの記事を参照。

### Ameba
- 鈴木おさむ（2012年）
- 篠宮暁（オジンオズボーン）（2013年）
- 市川海老蔵（2014年）

### ガールフレンド（仮）
- オキャディー編（2013年）
- 橋本環奈編（2014年）
- アニメ化キャンペーン椎名心実・櫻井明音・クロエ・ルメール編（2014年）
- アニメ化キャンペーン笹原野々花・村上文緒・望月エレナ編（2014年）